# ガヴァッツァーナ
ガヴァッツァーナ（イタリア語: Gavazzana）は、イタリア共和国ピエモンテ州アレッサンドリア県カッサーノ・スピーノラにある分離集落（フラツィオーネ）。
かつては独立した自治体（コムーネ）であったが、2018年1月1日、カッサーノ・スピーノラへ編入され、新自治体の一部となった。

## 地理

### 位置・広がり

#### 隣接コムーネ
コムーネとしてのガヴァッツァーナは、以下のコムーネと隣接していた。
- カッサーノ・スピーノラ
- サンターガタ・フォッシーリ
- サルディリアーノ